# FC Kvasice
FC Kvasice je český fotbalový klub z obce Kvasice ve Zlínském kraji. V sezoně 2024/25 hrál Divizi E (4. nejvyšší soutěž). Klubovými barvami jsou žlutá a modrá. Klub byl založen v roce 1931. K největším úspěchům patří vítězství v Přeboru Zlínského kraje v sezoně 2019/20 a znovu v roce 2023/24. Téhož roku získávají pod trenérem Vlastimilem Chytrým Kvasice "Double" a vítězí také v poháru hejtmana Zlínského kraje. Následoval historický milník, čímž byl postup klubu do Divize E.

## Významní hráči klubu
- Martin Pulkert[3] - od roku 2018 hráč A týmu, bývalý ligový fotbalista Sigmy Olomouc

## Umístění A mužstva v jednotlivých sezonách[4]
Stručný přehled
- 2004–2017: I.A třída Zlínského kraje – sk.B
- 2017–2018: Přebor Zlínského kraje
- 2018–2019: I.A třída Zlínského kraje – sk.B
- 2019–2024: Přebor Zlínského kraje
- 2024–2025: Divize E

Jednotlivé ročníky
Legenda: červené podbarvení - sestup, zelené podbarvení - postup, fialové podbarvení - reorganizace, změna skupiny či soutěže
| Česko (2004 – současnost) |                                  |        |    |    |   |    |    |    |     |    |        |
| Sezóna                    | Soutěž                           | Úroveň | Z  | V  | R | P  | VG | OG | +/- | B  | Pozice |
| 2004/05                   | I.A třída Zlínského kraje – sk.B | 6      | 26 | 10 | 5 | 11 | 38 | 37 | +1  | 35 | 7.     |
| 2005/06                   | I.A třída Zlínského kraje – sk.B | 6      | 26 | 8  | 4 | 14 | 45 | 56 | -11 | 28 | 11.    |
| 2006/07                   | I.A třída Zlínského kraje – sk.B | 6      | 26 | 7  | 7 | 12 | 42 | 54 | -12 | 28 | 11.    |
| 2007/08                   | I.A třída Zlínského kraje – sk.B | 6      | 26 | 14 | 6 | 6  | 65 | 41 | +24 | 48 | 2.     |
| 2008/09                   | I.A třída Zlínského kraje – sk.B | 6      | 26 | 9  | 8 | 9  | 59 | 50 | +9  | 35 | 8.     |
| 2009/10                   | I.A třída Zlínského kraje – sk.B | 6      | 26 | 12 | 6 | 8  | 56 | 31 | +25 | 42 | 5.     |
| 2010/11                   | I.A třída Zlínského kraje – sk.B | 6      | 24 | 11 | 4 | 9  | 54 | 39 | +15 | 37 | 4.     |
| 2011/12                   | I.A třída Zlínského kraje – sk.B | 6      | 26 | 10 | 5 | 11 | 59 | 42 | +17 | 35 | 8.     |
| 2012/13                   | I.A třída Zlínského kraje – sk.B | 6      | 24 | 7  | 5 | 12 | 29 | 41 | -12 | 26 | 11.    |
| 2013/14                   | I.A třída Zlínského kraje – sk.B | 6      | 26 | 15 | 3 | 8  | 59 | 41 | +18 | 48 | 3.     |
| 2014/15                   | I.A třída Zlínského kraje – sk.B | 6      | 26 | 11 | 5 | 10 | 48 | 39 | +9  | 40 | 7.     |
| 2015/16                   | I.A třída Zlínského kraje – sk.B | 6      | 26 | 13 | 2 | 11 | 43 | 45 | -2  | 43 | 7.     |
| 2016/17                   | I.A třída Zlínského kraje – sk.B | 6      | 26 | 16 | 6 | 4  | 62 | 30 | +32 | 54 | 3.     |
| 2017/18                   | Přebor Zlínského kraje           | 5      | 26 | 9  | 0 | 13 | 58 | 53 | +5  | 32 | 12.    |
| 2018/19                   | I.A třída Zlínského kraje – sk.B | 6      | 26 | 21 | 3 | 2  | 80 | 22 | +58 | 67 | 1.     |
| ** 2019/20                | Přebor Zlínského kraje           | 5      | 13 | 11 | 0 | 1  | 41 | 10 | +31 | 35 | 1.     |
| ** 2020/21                | Přebor Zlínského kraje           | 5      | 9  | 3  | 0 | 4  | 22 | 21 | +1  | 13 | 8.     |
| 2021/22                   | Přebor Zlínského kraje           | 5      | 26 | 13 | 5 | 8  | 65 | 41 | +24 | 44 | 3.     |
| 2022/23                   | Přebor Zlínského kraje           | 5      | 26 | 14 | 3 | 9  | 54 | 34 | +20 | 45 | 5.     |
| 2023/24                   | Přebor Zlínského kraje           | 5      | 26 | 19 | 3 | 4  | 80 | 34 | +46 | 60 | 1.     |
| 2024/25                   | Divize E                         | 4      | 28 | 9  | 2 | 17 | 46 | 49 | -3  | 29 | 11.    |

**= sezona předčasně ukončena z důvodu pandemie covidu-19